# Roberto Serra
Roberto Serra (* 4. September 1982 in Aosta) ist ein ehemaliger italienischer Shorttracker.

## Werdegang
Serra belegte bei den Juniorenweltmeisterschaften 2000 in Székesfehérvár den 31. Platz und bei den Juniorenweltmeisterschaften 2001 in Warschau den 29. Rang im Mehrkampf. In der Saison 2003/04 erreichte er in Jeonju mit dem zweiten Platz und in Mladá Boleslav mit dem dritten Platz mit der Staffel seine ersten Podestplatzierungen im Weltcup. Bei den Weltmeisterschaften 2004 in Göteborg sowie bei den Teamweltmeisterschaften 2004 in Sankt Petersburg gewann er jeweils die Bronzemedaille mit der Staffel bzw. mit dem Team und bei den Europameisterschaften 2004 in Zoetermeer die Goldmedaille mit der Staffel. In der folgenden Saison holte er in Budapest mit der Staffel seinen ersten Weltcupsieg und errang bei den Europameisterschaften 2005 in Turin den vierten Platz mit der Staffel. In der Saison 2005/06 wurde er bei den Teamweltmeisterschaften 2006 in Montreal Vierter und gewann bei den Europameisterschaften 2006 in Krynica-Zdrój die Goldmedaille mit der Staffel. Beim Saisonhöhepunkt, den Olympischen Winterspielen 2006 in Turin, belegte er den neunten Platz über 500 m.
Nach Platz sieben mit der Staffel bei den Europameisterschaften 2007 in Sheffield in der Saison 2006/07, siegte Serra in Heerenveen mit der Staffel. Zudem errang er dort den dritten Platz über 500 m sowie in Budapest den zweiten Platz über 500 m und erreichte damit den dritten Platz in der Weltcupwertung über 500 m. Bei den Teamweltmeisterschaften 2007 in Budapest holte er die Bronzemedaille mit dem Team und errang bei den Weltmeisterschaften 2007 in Mailand den vierten Platz mit der Staffel. In der Saison 2007/08 kam er mit dritten Plätzen mit der Staffel in Harbin und in Turin letztmals im Weltcup aufs Podest. Bei den Teamweltmeisterschaften 2008 in Harbin lief er auf den sechsten Platz und bei den Europameisterschaften 2008 in Ventspils auf den 22. Platz im Mehrkampf. Zudem gewann er dort erneut die Goldmedaille mit der Staffel. Im folgenden Jahr wurde er bei den Teamweltmeisterschaften in Heerenveen Siebter und holte bei den Europameisterschaften in Turin die Goldmedaille mit der Staffel. In der Saison 2009/10 absolvierte er in Marquette seinen letzten Weltcup, welchen er auf dem 24. Platz über 500 m beendete und gewann bei den Europameisterschaften 2010 in Dresden erneut die Goldmedaille mit der Staffel.

## Erfolge

### Olympische Spiele
- 2006 Turin: 9. Platz 500 m

### Shorttrack-Weltmeisterschaften
- 2004 Göteborg: 3. Platz Staffel
- 2007 Mailand: 4. Platz Staffel
- 2009 Wien: 5. Platz Staffel

### Team-Weltmeisterschaften
- 2004 St. Petersburg: 3. Platz
- 2006 Montreal: 4. Platz
- 2007 Budapest: 3. Platz
- 2008 Harbin: 6. Platz
- 2009 Heerenveen: 7. Platz

### Europameisterschaften
- 2004 Zoetermeer: 1. Platz Staffel
- 2005 Turin: 4. Platz Staffel
- 2006 Krynica-Zdrój: 1. Platz Staffel
- 2007 Sheffield: 7. Platz Staffel
- 2008 Ventspils: 1. Platz Staffel, 22. Platz Mehrkampf
- 2009 Turin: 1. Platz Staffel
- 2010 Dresden: 1. Platz Staffel

### Weltcupsiege im Team
| Nr. | Datum            | Ort        |
| --- | ---------------- | ---------- |
| 1.  | 5. Februar 2005  | Budapest 1 |
| 2.  | 11. Februar 2007 | Budapest 2 |

## Persönliche Bestleistungen
| Disziplin | Zeit         | Datum              | Ort            |
| --------- | ------------ | ------------------ | -------------- |
| 500 m     | 41,717 s     | 27. September 2008 | Bormio         |
| 1000 m    | 1:28,298 min | 17. Oktober 2008   | Salt Lake City |
| 1500 m    | 2:22,667 min | 6. November 2008   | Bormio         |
| 3000 m    | 5:19,311 min | 9. November 2008   | Bormio         |